# 羽生市
羽生市（はにゅうし）は、埼玉県の北東部に位置する市。
人口約5万人。旧・武蔵国埼玉郡。
江戸時代末期から青縞の生産が行われ、現在も衣料の町でもある。1954年（昭和29年）市制施行。

## 地理

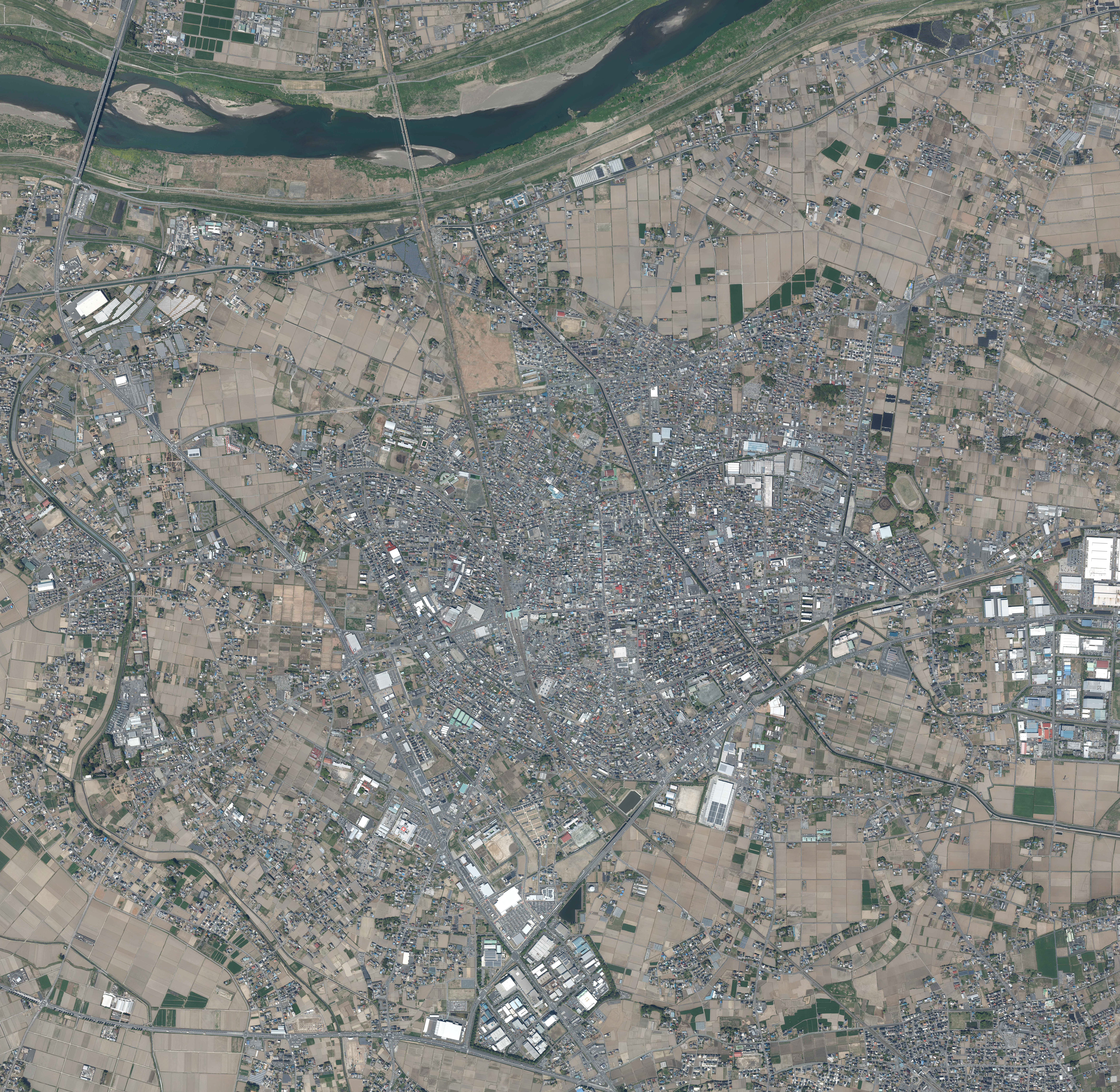
羽生市中心部周辺の空中写真。2021年4月15日撮影の8枚を合成作成。。

埼玉県の北東に位置し、北部には利根川が流れる。市域は概ね平坦であるが、加須低地北部の沖積台地に位置するため、標高は17メートル前後と比較的高い（カスリーン台風では利根川の旧河道（会の川）の自然堤防上に発達した羽生市街地は浸水を免れた）。当市は、葛西用水路と中川の起点であり、群馬県に隣接しており、茨城県と栃木県にも近い。東武伊勢崎線が南北に縦断し、秩父鉄道は羽生駅を起点に熊谷市を通って秩父市方面へと伸びる。また、東北自動車道が東部を縦断する。岩瀬地区には、大型商業施設を中核とした愛藍タウンがある。

### 河川
- 利根川
- 中川
- 会の川
- 新槐堀川
- 手子堀川（六ヶ村手子堀排水路）
- 午の堀川
- 埼玉用水路
- 葛西用水路

### 池沼
- 宝蔵寺沼 - 日本唯一のムジナモ自生地

### 河畔砂丘
- 桑崎砂丘（新郷砂丘）
- 岩瀬砂丘
- 砂山砂丘
- 須影砂丘

### 町域
羽生地区
中央、東、南、西、北、大字羽生、大字上羽生、大沼
南羽生地区
南羽生
新郷地区
大字下新郷、大字下新田、大字上新郷
須影地区
川崎、大字砂山、大字下川崎、大字加羽ヶ崎（かばがさき）、大字上川崎、大字秀安（ひでやす）、大字須影、大字下羽生
岩瀬地区
小松台、大字小松、大字上岩瀬、大字桑崎（くわさき）、大字中岩瀬、大字下岩瀬
川俣地区
大字上川俣、大字稲子（いなご）、大字本川俣、大字小須賀（こすか）
井泉地区
大字今泉、大字尾崎（おさき）、大字発戸（ほっと）、大字北袋、大字藤井上組、大字藤井下組
手子林（てこばやし）地区
大字上手子林、大字町屋、大字下手子林、大字北荻島、大字中手子林、大字神戸（ごうど）
三田ヶ谷（みたかや）地区
大字三田ヶ谷、大字日野手新田（ひのてしんでん）、大字喜右ェ門新田（きうえもんしんでん）、大字与兵ェ新田（よへえしんでん）、大字弥勒
村君地区
大字上村君、大字常木、大字下村君、大字堤、大字名（みょう）

## 歴史
- 1954年（昭和29年）9月1日 - 北埼玉郡羽生町・井泉村・岩瀬村・川俣村・新郷村・須影村・手子林村が新設合併し、羽生市が発足。
- 1959年（昭和34年）4月1日 - 北埼玉郡千代田村を編入。
- 1981年（昭和56年）6月 - 県営羽生水郷公園開園。
- 1983年（昭和58年）10月2日 - 県営さいたま水族館開園。
- 1984年（昭和59年）1月14日 - 産業文化ホール落成。
- 1987年（昭和62年）2月1日 - 防災行政無線運用開始。
- 1992年（平成4年）3月 - 東北自動車道羽生インターチェンジ開通。
- 1999年（平成11年）10月 - ジャスコ跡地に市民プラザがオープン。
- 2000年（平成12年）10月 - 全国初のオフレールステーション開設。
- 2001年（平成13年）4月 - 三田ヶ谷農林公園・「キヤッセ羽生」がオープン。
- 2003年（平成15年）3月 - イメージキャラクター「ムジナもん」誕生。
- 2004年（平成16年）
  - 7月24日 - 住居表示変更により南羽生地区を新設。
  - 10月22日 - 羽生駅の橋上駅舎供用開始。
- 2006年（平成18年）3月25日 - 国道122号新昭和橋が開通。
- 2007年（平成19年）
  - 8月10日 - 道の駅はにゅうが開業。
  - 11月2日 - イオンモール羽生が開業。
- 2010年（平成22年）11月28日 - 全国のご当地キャラが集う「ゆるキャラ(R)さみっとin羽生」を開催。
- 2011年（平成23年）3月11日 - 東北地方太平洋沖地震（東日本大震災）発生。市内では震度5強を観測。
- 2018年（平成30年）5月 - 羽生総合病院が下岩瀬地区に新築移転。
- 2020年（令和2年）9月30日 - 岩瀬地区（小松）に、ニトリ、カインズ、ベルクをはじめとした大型商業施設が集まる「愛藍(あいあい)タウン」がオープンし、「まちびらき宣言」を行う[5][6]。

## 市名の由来
市内の神社にある懸仏に、天正18年（1590年）太田埴生庄との銘があり、埴（はに、赤土の意）が生（う、多いの意）であることを表しているといわれている。また埴輪（はにわ）がなまったものという説もある。
文字としては、「鎌倉大革紙」に、長尾景春が文明10年（西暦1478年）に羽生の峰に陣取ったことが記されている。
また、「小田原旧記」には、武州羽丹生城代中条出羽守との記載があり、埴生、羽生、羽丹生の三種が今まで用いられていた（羽生市史上巻より）。

## 人口
| |                                        |  |
| 羽生市と全国の年齢別人口分布（2005年） | 羽生市の年齢・男女別人口分布（2005年） |  |
| ■紫色 ― 羽生市 ■緑色 ― 日本全国 | ■青色 ― 男性 ■赤色 ― 女性              |  |
| 羽生市（に相当する地域）の人口の推移 \| 1970年（昭和45年） \| 45,001人 \| \| \| 1975年（昭和50年） \| 46,505人 \| \| \| 1980年（昭和55年） \| 48,488人 \| \| \| 1985年（昭和60年） \| 51,504人 \| \| \| 1990年（平成2年） \| 53,764人 \| \| \| 1995年（平成7年） \| 56,035人 \| \| \| 2000年（平成12年） \| 57,499人 \| \| \| 2005年（平成17年） \| 56,693人 \| \| \| 2010年（平成22年） \| 56,215人 \| \| \| 2015年（平成27年） \| 54,874人 \| \| \| 2020年（令和2年） \| 52,862人 \| \| |                                        |  |
| 総務省統計局 国勢調査より |                                        |  |
| 1970年（昭和45年） | 45,001人                               |  |
| 1975年（昭和50年） | 46,505人                               |  |
| 1980年（昭和55年） | 48,488人                               |  |
| 1985年（昭和60年） | 51,504人                               |  |
| 1990年（平成2年） | 53,764人                               |  |
| 1995年（平成7年） | 56,035人                               |  |
| 2000年（平成12年） | 57,499人                               |  |
| 2005年（平成17年） | 56,693人                               |  |
| 2010年（平成22年） | 56,215人                               |  |
| 2015年（平成27年） | 54,874人                               |  |
| 2020年（令和2年） | 52,862人                               |  |

## 行政

### 歴代首長
| 代（町）   | 氏名           | 就任年月日     | 退任年月日     |
| ---------- | -------------- | -------------- | -------------- |
| 1          | 松本保太郎     | 1889年5月8日   | 1891年3月31日  |
| 2          | 三木辰五郎     | 1891年4月11日  | 1911年6月2日   |
| 3          | 大木啓三郎     | 1911年6月12日  | 1930年1月31日  |
| 4          | 飯塚多市郎     | 1930年2月17日  | 1930年5月20日  |
| 5          | 伊藤恒         | 1930年5月26日  | 1934年5月25日  |
| 6          | 峯才三郎       | 1934年6月18日  | 1935年6月1日   |
| 7          | 中田八十右衛門 | 1936年1月10日  | 1936年12月9日  |
| 8          | 金子信義       | 1937年1月18日  | 1945年12月15日 |
| 9          | 中村重左衛門   | 1946年1月26日  | 1947年8月2日   |
| 10         | 小川清助       | 1947年8月3日   | 1954年8月31日  |
| 代（市）   | 氏名           | 就任年月日     | 退任年月日     |
| 職務執行者 | 小川清助       | 1954年9月1日   | 1954年9月26日  |
| 初代       | 出井兵吉       | 1954年10月10日 | 1958年7月16日  |
| 2 - 3      | 杉田専一       | 1958年8月10日  | 1966年8月9日   |
| 4 - 7      | 須藤忠司       | 1966年8月10日  | 1982年8月9日   |
| 8 - 10     | 三木兼吉       | 1982年8月10日  | 1994年8月9日   |
| 11 - 13    | 今成守雄       | 1994年8月10日  | 2006年5月1日   |
| 14 - 18    | 河田晃明       | 2006年6月12日  | 現職           |

### 消防
- 羽生市消防本部
  - 羽生市消防署、西分署
- 羽生市消防団

### 警察
- 羽生警察署（羽生市を管轄）

交番
- 羽生駅前交番

駐在所
- 新郷駐在所
- 須影駐在所
- 井泉駐在所
- 手子林駐在所
- 千代田駐在所

### 広域行政
一部事務組合
- 加須市・羽生市水防事務組合 - 加須市とともに利根川の水防事務を行っている。
- 埼玉県都市ボートレース企業団 - 飯能市、加須市、本庄市、東松山市、狭山市、春日部市、鴻巣市、深谷市、上尾市、草加市、越谷市、入間市、朝霞市、さいたま市とともに戸田競艇の開催等に関する事務を行っている。
- 行田羽生資源環境組合（2022年4月1日に設立、当市と行田市で新ごみ処理施設の建設と建設後の管理運営を行う予定）[8]

協議会
- 埼玉利根保健医療圏医療連携推進協議会（とねっと）

### 公共施設
- 保健センター
- 汚泥再生処理センター
- キヤッセ羽生（三田ヶ谷農林公園）
- 体育館
- 各地区公民館（市内に9か所）
- ワークヒルズ羽生
- 中央公園
- スカイスポーツ公園
- 羽生市立図書館
- 羽生市立郷土資料館
- パープル羽生
- 産業文化ホール

## 議会

### 羽生市議会
- 定数：14人[9]
- 任期：2023年4月30日 - 2027年4月29日[10]
- 議長：松本敏夫（令和会）
- 副議長：中島直樹（無所属）

| 会派名     | 議席数 | 議員名（◎は代表者）                              |
| ---------- | ------ | ------------------------------------------------ |
| 令和会     | 4      | ◎松本敏夫、増田敏雄、西山丈由、小野田和男        |
| 瑞藤会     | 2      | ◎田口さとる、丑久保恒行                          |
| 公明党     | 2      | ◎野中一城、昆佳子                                |
| 日本共産党 | 1      | 柳沢暁                                           |
| 会派無所属 | 5      | 小林誠弥、川田真也、斎藤万紀子、中島直樹、島村勉 |
| 計         | 14     |                                                  |

### 埼玉県議会
- 選挙区：東2区羽生市選挙区
- 定数：1人
- 任期：2023年4月30日 - 2023年4月29日
- 執行日：2023年4月9日

| 候補者名 | 当落 | 年齢 | 所属党派   | 新旧別 | 得票数  |
| -------- | ---- | ---- | ---------- | ------ | ------- |
| 諸井真英 | 当   | 54   | 自由民主党 | 現     | 8,562票 |
| 峰崎貴生 | 落   | 41   | 無所属     | 新     | 6,108票 |

### 衆議院
- 選挙区：埼玉12区 （熊谷市（旧江南町域を除く）、行田市、加須市、羽生市、鴻巣市（旧川里町域））
- 任期：2021年10月31日 - 2025年10月30日
- 投票日：2021年10月31日
- 当日有権者数：369,482人
- 投票率：55.52％

| 当落 | 候補者名 | 年齢 | 所属党派   | 新旧別 | 得票数    | 重複 |
| ---- | -------- | ---- | ---------- | ------ | --------- | ---- |
| 当   | 森田俊和 | 47   | 立憲民主党 | 前     | 102,627票 | ○    |
| 比当 | 野中厚   | 44   | 自由民主党 | 新     | 98,493票  | ○    |

## 経済

### 主な産業
- 衣料
- 藍染め
- 精密機械

### 商業

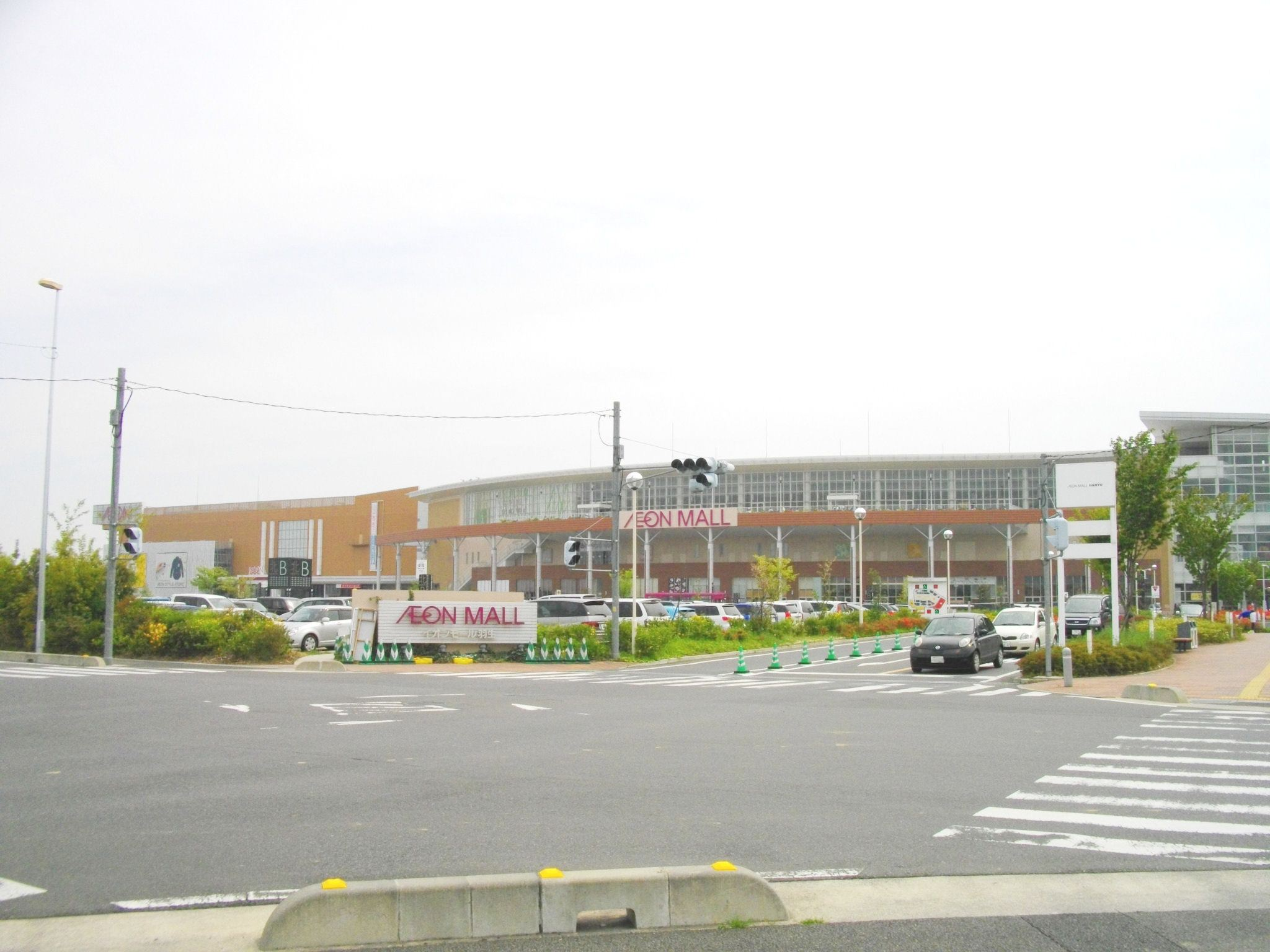
イオンモール羽生

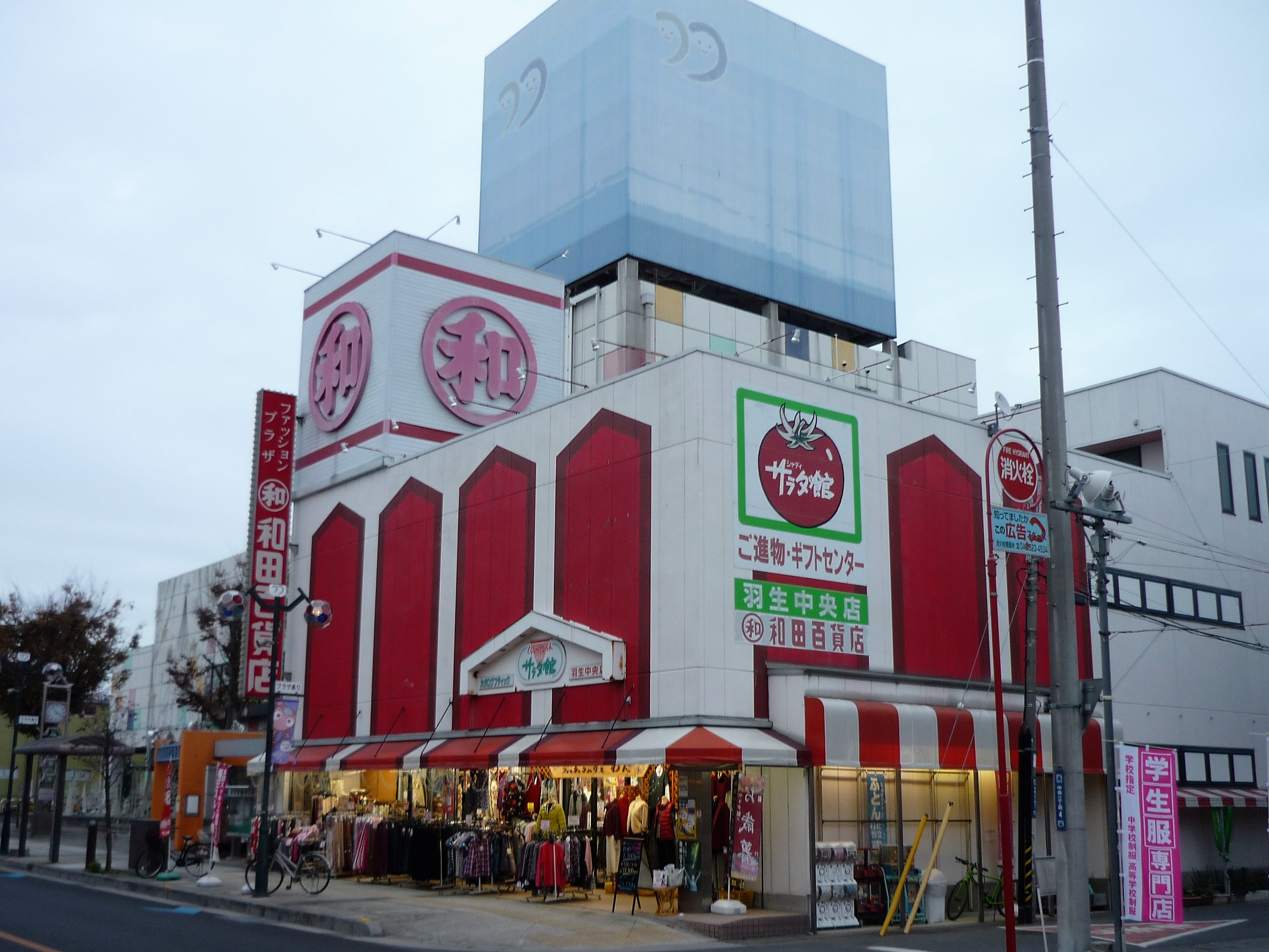
和田百貨店

- ベルク
- DCM
- スーパーケンゾー
- ヤオコー
- ベイシア
- 西松屋
- ヤマダデンキ
- ケーズデンキ
- オートバックス
- ジーユー
- ウエルシア
- サンドラッグ
- 業務スーパー
- カインズ
- ニトリ
- マツモトキヨシ
- ダイソー
- ユニクロ
- セイムス
- イオンモール羽生
- 和田百貨店

### 主な企業
- 曙ブレーキ工業（本社）
- 金子農機（本社）
- 日本ペプシコーラ製造（本社）
- 日本精工（埼玉工場）
- 日清ヨーク（関東工場・開発研究所）
- 大正製薬（羽生工場）
- 田中鉄鋼販売
- 東亜酒造（本社、羽生蒸溜所）

### 金融機関
- 埼玉りそな銀行羽生支店
- 群馬銀行羽生支店
- 足利銀行羽生支店
- 武蔵野銀行羽生支店
- 東和銀行羽生支店
- 埼玉縣信用金庫羽生支店
- 中央労働金庫熊谷支店羽生出張所
- ほくさい農業協同組合
  - 本店、羽生中央支店、羽生北支店、手子林支店、須影支店、羽生東支店、新郷支店

## 姉妹都市・提携都市

### 国内
提携都市
- 金山町（福島県大沼郡）
- 1982年（昭和57年）友好都市提携
- 江南市（愛知県）
- 2004年（平成16年）9月1日 災害時相互応援協定締結
- 富士河口湖町（山梨県）災害協定締結

### 海外
- バギオ市（フィリピン共和国）
- 1969年（昭和44年）2月11日姉妹都市提携
- デュルビュイ市（ベルギー王国・リュクサンブール州）
- 1994年（平成6年）11月4日姉妹都市提携

- ミルブレー市（アメリカ合衆国・カリフォルニア州）
- 2014年（平成26年）11月9日姉妹都市提携

## 地域

### 健康
- 平均年齢：42.1歳（男=40.9歳、女=43.4歳）

### 医療機関
- 羽生総合病院

### 幼稚園・保育所
- 金久保幼稚園
- 建福寺幼稚園
- 春山幼稚園
- 増子幼稚園
- いずみ保育園
- きむら認定こども園
- 須影保育園
- とねの会こども園
- 第一保育所
- 第二保育所（休園中）
- 第三保育所
- 第四保育所（休園中）
- 第六保育所
- 第七保育所

### 小学校
- 羽生市立羽生北小学校
- 羽生市立新郷第一小学校
- 羽生市立新郷第二小学校
- 羽生市立須影小学校
- 羽生市立岩瀬小学校
- 羽生市立川俣小学校
- 羽生市立手子林小学校
- 羽生市立羽生東小学校（2025年に村君、井泉、三田ヶ谷が統合）
- 羽生市立羽生南小学校

### 中学校
- 羽生市立西中学校
- 羽生市立南中学校
- 羽生市立東中学校

### 高等学校
- 埼玉県立羽生高等学校
- 埼玉県立羽生実業高等学校
- 埼玉県立羽生第一高等学校
- 埼玉県立誠和福祉高等学校

### 特別支援学校
- 埼玉県立特別支援学校羽生ふじ高等学園

### 短期大学・専修学校
- 埼玉純真短期大学
- 北埼玉医師会准看護学校

### その他学校
- 中央日本聖書学院

### 電話番号
市外局番は市内全域「048」。市内局番が「5xx」の地域との通話は市内通話料金で利用可能（熊谷MA）。収容局は埼玉羽生局、みろく局、行田埼玉局。「5xx」から始まる市内局番は羽生市のほか、行田市、鴻巣市、北本市、熊谷市、深谷市、及び大里郡寄居町で使用されている。

### 郵政
郵便番号は市内全域が「348-00xx」である。
- 羽生郵便局 - 羽生市全域の集配を担当
  - 羽生東町郵便局、羽生新郷郵便局、羽生手子林郵便局、羽生三田ヶ谷郵便局、村君郵便局

### 住宅団地
- 羽生桑崎住宅、羽生城沼住宅、羽生須影住宅、羽生北袋住宅

## 交通

### 鉄道路線

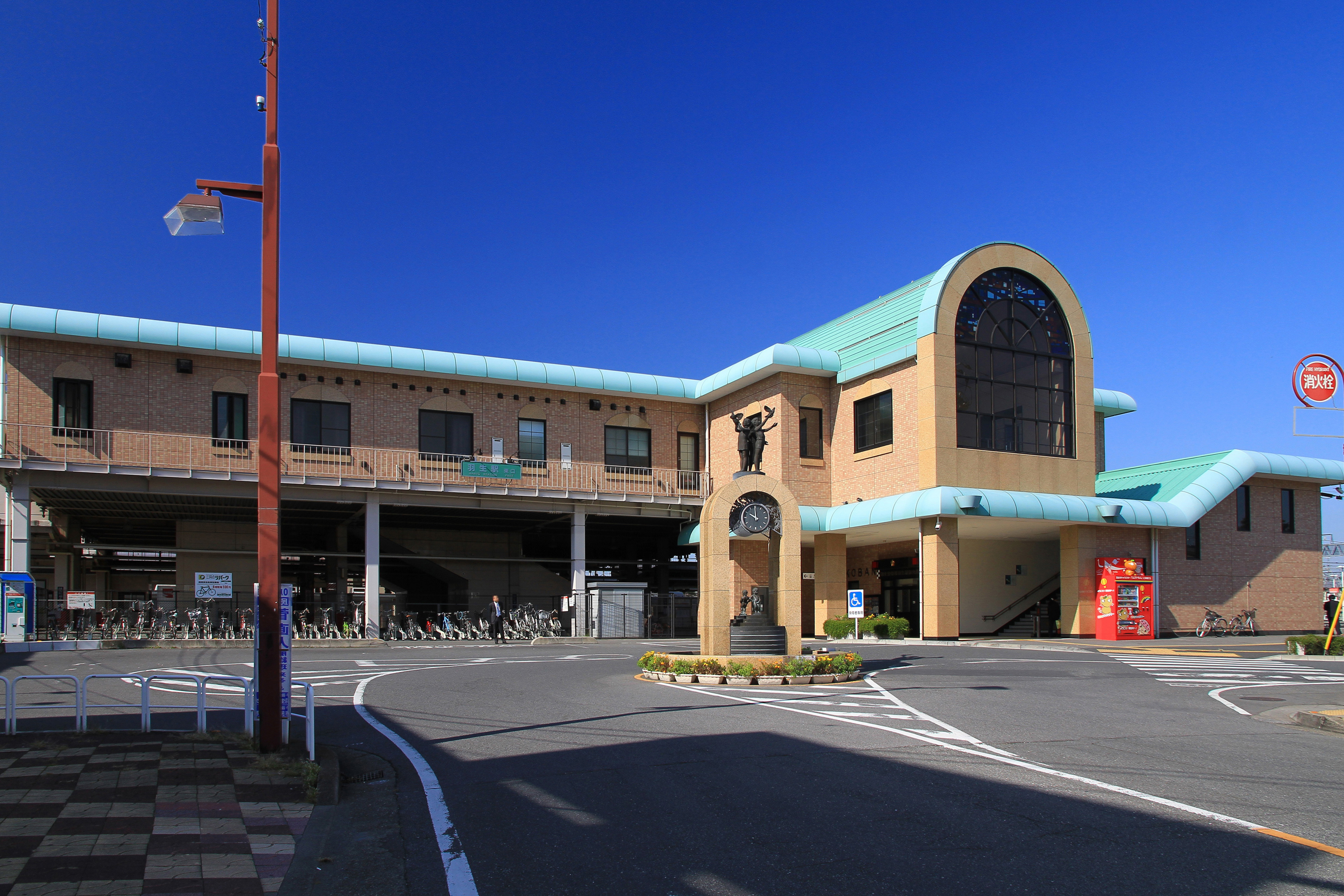
羽生駅

東武鉄道
- 伊勢崎線
  - 羽生駅 - 南羽生駅

秩父鉄道
- 秩父本線
  - 羽生駅 - 西羽生駅 - 新郷駅

### バス
- あい・あいバス（羽生市福祉バス）
  - ムジナもん号
    - 手子林・三田ヶ谷ルート
    - 井泉・村君ルート

  - いがまん号
    - 須影・岩瀬ルート
    - 川俣・新郷ルート
- 朝日自動車加須営業所 ※ 2024年1月1日より
  - HN01〜07系統 羽生駅西口 - イオンモール羽生

### タクシー
タクシーの営業区域は県北交通圏で、熊谷市・深谷市・本庄市・行田市・加須市などと同じである。

### 道路
高速道路
E4東北自動車道：(5-1) 羽生インターチェンジ - 羽生パーキングエリア
一般国道
国道122号、国道125号行田バイパス、国道125号加須羽生バイパス
県道
主要地方道
栃木県道・群馬県道・埼玉県道7号佐野行田線、埼玉県道32号鴻巣羽生線、埼玉県道59号羽生妻沼線、埼玉県道60号羽生外野栗橋線、埼玉県道84号羽生栗橋線
一般県道
埼玉県道128号熊谷羽生線、埼玉県道129号加須羽生線、埼玉県道196号新郷停車場線、埼玉県道・群馬県道304号今泉館林線、埼玉県道364号上新郷埼玉線、埼玉県道366号三田ヶ谷礼羽線、埼玉県道412号南羽生停車場線、埼玉県道413号羽生停車場線

### 道の駅
- 道の駅はにゅう

## 観光

### 名所・旧跡・観光スポット
- 自然主義文学の代表作とされる小説『田舎教師』（田山花袋・作）の舞台となっている。
  - 建福寺 - 田舎教師のモデル・小林秀三の墓
- さいたま水族館 - 全国的にも珍しい淡水魚専門の水族館
- 武州中島紺屋 - 紺屋であり、「藍染ふる里資料館」などを併設する。
- 小島染織工業 - テレビドラマ『陸王』（原作・池井戸潤）で主演の役所広司が着用した半纏を制作。
- キヤッセ羽生 - 農産物産館、レストラン、地ビール工房
- 古城天満宮
- 羽生水郷公園
- 葛西親水公園

### 祭事・催事
- 世界キャラクターさみっとin羽生（毎年11月下旬 旧称:ゆるキャラ(R)さみっとin羽生）
- 葛西堤羽生さくらまつり（毎年3月下旬 - 4月上旬）
- 大天白藤まつり（毎年5月上旬）
- スカイフェスタ（毎年5月中旬）
- 羽生てんのうさま夏まつり（毎年7月上旬）
- コスモスフェスティバル（毎年10月上旬 - 10月下旬）
- 商工まつり（毎年11月3日）

### マスコットキャラクター
- ムジナもん - ムジナとムジナモをモチーフにしたキャラクター
- ムジナ三五八（父）
- ムジナいが（母）
- ムジナあんびん（妹）
- いがまんちゃん - いがまんじゅうをモチーフにしたキャラクター
- フナどん
- しらさぎ婦人
- イナゴージャス
- ザリガニ博士
- いたっち
- あにっち

### 指定文化財

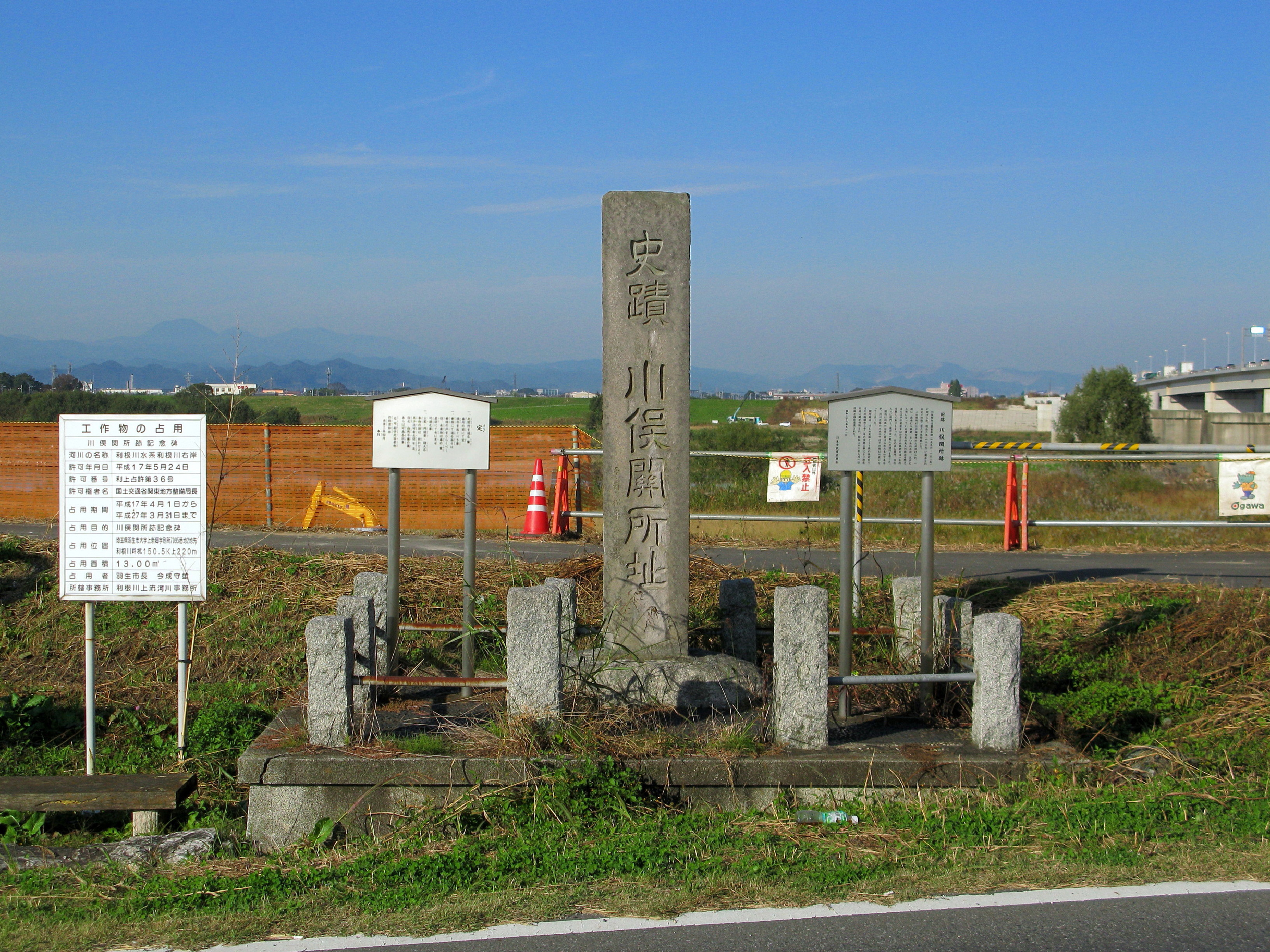
川俣関所址

- 宝蔵寺沼ムジナモ自生地（1966年5月4日・国の天然記念物[11]）
- 勘兵衛マツ（1926年2月19日・県指定天然記念物）
- 川俣関所跡（1961年9月1日・県指定旧跡）
- 川俣締切跡（1963年8月27日・県指定旧跡）
- 永明寺古墳（1976年10月1日・県選定重要遺跡。1961年11月6日・市指定史跡）
- 羽生城跡（1971年12月5日・市指定史跡）
- 葛西用水取入口跡（1973年10月1日・市指定史跡）
- 堀越家五輪塔（1989年7月11日・市指定史跡）
- 伝堀越館跡（2001年9月26日・市指定史跡）
- 桑崎砂丘（2017年3月24日・県指定天然記念物）
- 本川俣の廻り地蔵（2019年3月27日・市指定無形民俗文化財[11][12]）

## 著名な出身者
- 奥澤宏幸 (第一三共社長)
- 三田一也（軍人、元海軍中佐、警備救難監）
- 斎藤珪次（衆議院議員）
- 服部征夫（政治家、東京都台東区長、元台東区議会議員、元東京都議会議員）母親も当市出身。乳児期から幼少期までを当市で育った。
- 清水卯三郎（実業家）
- 関口義明（作詞家）
- 宮澤章二（詩人）
- 柿沼和夫（写真家）
- 渡邉勇太朗（埼玉西武ライオンズプロ野球選手）
- 森本尚太（毎日放送アナウンサー）
- 柿沼清史（音楽家、スターダストレビューメンバー）

## ゆかりのある人物
- 太田玉茗 - 羽生に文学を根付かせた新体詩人。
- 田山花袋 - 羽生を舞台にした文学作品『田舎教師』の著者。